# Setzermühle
De Setzermühle is een watermolen op de Eiterbach in de tot de Luikse gemeente Sankt Vith behorende plaats Setz, gelegen aan Setz 1.
Deze bovenslagmolen fungeerde als schorsmolen en oliemolen en later als korenmolen en ook voor elektriciteitsopwekking.
Al in 1682 was sprake van een watermolen op deze plaats. Tegenwoordig is er een metalen bovenslagrad en bovendien een kleine turbine waarmee elektriciteit voor eigen gebruik kan worden opgewekt.
Anno 2023 wordt het ook uitgebaat al vakantiewoning.
De molen is maalvaardig, maar het pand waarin het overdekte rad zich bevindt is gemoderniseerd.